# Таккини, Карло
Карло Таккини (итал. Carlo Tacchini; род. 25 января 1995, Вербания, Пьемонт) — итальянский гребец на каноэ, серебряный призёр летних Олимпийских игр 2024 года, трёхкратный чемпион Европы, чемпион III Европейских игр, призёр чемпионатов мира и Европы. Участник летних Олимпийских игр 2016 и 2024 годов.

## Карьера
Карло работает офицером полиции.
В 2016 году, благодаря второму месту, полученному на предолимпийском турнире в Дуйсбурге в соревнованиях каноистов-одиночек на 1000 метров, Карло стал первым итальянцем в истории, прошедшим квалификацию на Олимпийские игры в этой дисциплине. На Олимпиаде в Рио-де-Жанейро ему удалось выйти в финал и там завершить соревнование на итоговом седьмом месте.
В течение двух сезонов после Олимпийских игр 2016 года итальянец завоевал 10 международных медалей, в том числе серебро на чемпионате мира в Рачице в 2017 году, две европейские бронзы в Белграде в 2018 году.
В 2022 году Таккини дебютировал в каноэ-двойках с товарищем по команде Габриэле Казадеи. На III Европейских играх в Кракове, а соревнования были совмещены с чемпионатом Европы, в парном каноэ с Казадеи завоевал золото на олимпийской дистанции 500 метров.
В 2024 году, на чемпионате Европы в Сегеде, в паре с Габриэле Казадеи, итальянец завоевал ещё один титул чемпиона Европы на 1000 метрах и выиграл бронзовую медаль на дистанции 500 метров.
На летних Олимпийских играх 2024 года в Париже итальянцы завоевали серебряные медали в каноэ-двойках на дистанции 500 метров.
В 2025 году на чемпионате Европы в Рачице в каноэ-двойках на дистанции 500 метров стал чемпионом Европы. На дистанции 5000 метров в одиночках стал бронзовым призёром. 